# Vissel Kobe 2018
Questa pagina raccoglie i dati riguardanti il Vissel Kobe nelle competizioni ufficiali della stagione 2018.

## Organigramma societario
Area direttiva
- Presidente del consiglio di amministrazione:

Area tecnica
- Allenatore: Takayuki Yoshida (fino al 17 settembre 2018), Kentarō Hayashi (fino al 3 ottobre 2018), Juan Manuel Lillo
- Vice-allenatori: Yūta Abe, Gert Engels
- Collaboratore tecnico: Keisuke Kurihara

## Rosa
| N. |                          | Ruolo | Calciatore        |
| -- | ------------------------ | ----- | ----------------- |
| 1  | Giappone (bandiera)      | P     | Daiya Maekawa     |
| 2  | Giappone (bandiera)      | D     | Daisuke Nasu      |
| 3  | Giappone (bandiera)      | D     | Hirofumi Watanabe |
| 4  | Giappone (bandiera)      | D     | Kunie Kitamoto    |
| 5  | Corea del Sud (bandiera) | C     | Jung Woo-Young    |
| 5  | Qatar (bandiera)         | D     | Ahmed Yasser      |
| 6  | Giappone (bandiera)      | D     | Shunki Takahashi  |
| 8  | Giappone (bandiera)      | C     | Hirotaka Mita     |
| 8  | Spagna (bandiera)        | C     | Andrés Iniesta    |
| 9  | Giappone (bandiera)      | A     | Mike Havenaar     |
| 10 | Germania (bandiera)      | A     | Lukas Podolski    |
| 11 | Brasile (bandiera)       | A     | Leandro           |
| 13 | Giappone (bandiera)      | C     | Keijirō Ogawa     |
| 14 | Giappone (bandiera)      | C     | Naoyuki Fujita    |
| 15 | Giappone (bandiera)      | D     | Daiki Miya        |
| 16 | Giappone (bandiera)      | A     | Kyogo Furuhashi   |
| 17 | Brasile (bandiera)       | A     | Wellington        |
| 18 | Corea del Sud (bandiera) | P     | Kim Seung-gyu     |
| 19 | Giappone (bandiera)      | A     | Kazuma Watanabe   |

| N. |                       | Ruolo | Calciatore           |
| -- | --------------------- | ----- | -------------------- |
| 20 | Giappone (bandiera)   | C     | Asahi Masuyama       |
| 21 | Giappone (bandiera)   | A     | Junya Tanaka         |
| 22 | Giappone (bandiera)   | D     | Wataru Hashimoto     |
| 23 | Giappone (bandiera)   | D     | Yoshiki Matsushita   |
| 24 | Giappone (bandiera)   | D     | Masatoshi Mihara     |
| 25 | Giappone (bandiera)   | D     | Leo Ōsaki            |
| 27 | Giappone (bandiera)   | C     | Yuta Goke            |
| 28 | Giappone (bandiera)   | P     | Kenshin Yoshimaru    |
| 29 | Giappone (bandiera)   | P     | Kōta Ogi             |
| 30 | Thailandia (bandiera) | D     | Theerathon Bunmathan |
| 31 | Giappone (bandiera)   | C     | Yūya Nakasaka        |
| 33 | Giappone (bandiera)   | A     | Shūhei Ōtsuki        |
| 34 | Giappone (bandiera)   | D     | Sō Fujitani          |
| 35 | Giappone (bandiera)   | C     | Takuya Yasui         |
| 36 | Giappone (bandiera)   | C     | Tatsuki Noda         |
| 38 | Giappone (bandiera)   | D     | Daiju Sasaki         |
| 39 | Giappone (bandiera)   | D     | Masahiko Inoha       |
| 40 | Giappone (bandiera)   | D     | Yuki Kobayashi       |
| 50 | Giappone (bandiera)   | A     | Shun Nagasawa        |